# Guillermo García-López
Guillermo Garcia-Lopez (La Roda, 4 de Junho de 1983) é um tenista profissional da Espanha.
Tenista da região de Albacete, seu melhor ranking da carreira é o número 22 do ranking da ATP. Grande amigo de Juan Carlos Ferrero, o espanhol possui cinco títulos de ATP em simples e três em duplas.
Encerrou o ano de 2011 como o número 65 do mundo.

## ATP finais

### Simples: 8 (5 títulos, 3 vices)
| Legenda                           |
| --------------------------------- |
| Grand Slam (0–0)                  |
| ATP World Tour Finals (0–0)       |
| ATP World Tour Masters 1000 (0–0) |
| ATP World Tour 500 Series (0–0)   |
| ATP World Tour 250 Series (5–3)   |

| Finais por Piso |
| --------------- |
| Duro (2–1)      |
| Saibro (3–1)    |
| Grama (0–1)     |
| Carpete (0–0)   |

| Posição | N. | Data             | Torneio                                           | Piso     | Oponente          | Placar               |
| ------- | -- | ---------------- | ------------------------------------------------- | -------- | ----------------- | -------------------- |
| Campeão | 1. | 23 Maio 2009     | Austrian Open, Kitzbühel, Áustria                 | Saibro   | Julien Benneteau  | 3–6, 7–6(7–1), 6–3   |
| Vice    | 1. | 19 Junho 2010    | Eastbourne International, Eastbourne, Reino Unido | Grama    | Michaël Llodra    | 5–7, 2–6             |
| Campeão | 2. | 3 Outubro 2010   | PTT Thailand Openn, Bangkok, Tailândia            | Duro (i) | Jarkko Nieminen   | 6–4, 3–6, 6–4        |
| Vice    | 2. | 28 Anril 2013    | Romanian Open, Bucareste, Romênia                 | Saibro   | Lukáš Rosol       | 3–6, 2–6             |
| Vice    | 3. | 22 Setembro 2013 | St. Petersburg Open, St. Petersburg, Rússia       | Duro (i) | Ernests Gulbis    | 6–3, 4–6, 0–6        |
| Campeão | 3. | 13 Abril 2014    | Grand Prix Hassan II, Casablanca, Marrrocos       | Saibro   | Marcel Granollers | 5–7, 6–4, 6–3        |
| Campeão | 4. | 8 Fevereiro 2015 | Zagreb Indoors, Zagreb, Croácia                   | Duro (i) | Andreas Seppi     | 7–6(7–4), 6–3        |
| Campeão | 5. | 26 Abril 2015    | Romanian Open, Bucareste, Romênia                 | Saibro   | Jiří Veselý       | 7–6(7–5), 7–6(13–11) |

### Duplas: 7 (2 títulos, 5 vices)
| Legenda                           |
| --------------------------------- |
| Grand Slam (0–0)                  |
| ATP World Tour Finals (0–0)       |
| ATP World Tour Masters 1000 (0–0) |
| ATP World Tour 500 Series (0–0)   |
| ATP World Tour 250 Series (2–5)   |

| Finais por Piso |
| --------------- |
| Duro (1–1)      |
| Saibro (1–4)    |
| Grama (0–0)     |
| Carpete (0–0)   |

| Posição | N. | Data           | Torneio                               | Piso       | Parceiro          | Oponentes                         | Placar            |
| ------- | -- | -------------- | ------------------------------------- | ---------- | ----------------- | --------------------------------- | ----------------- |
| Vice    | 1. | 24 Julho 2006  | Croatia Open, Umag, Croácia           | Saibro     | Albert Portas     | Jaroslav Levinský David Škoch     | 4–6, 4–6          |
| Vice    | 2. | 16 Julho 2007  | Stuttgart Open, Stuttgart, Alemanha   | Saibro     | Fernando Verdasco | František Čermák Leoš Friedl      | 4–6, 4–6          |
| Vice    | 3. | 4 Outubro 2009 | PTT Thailand Open, Bangkok, Tailândia | Duro (i)   | Mischa Zverev     | Eric Butorac Rajeev Ram           | 6–7(4–7), 3–6     |
| Campeão | 1. | 8 Janeiro 2010 | Qatar Open, Doha, Qatar               | Duro       | Albert Montañés   | František Čermák Michal Mertiňák  | 6–4, 7–5          |
| Vice    | 4. | 28 Julho 2013  | Swiss Open, Gstaad, Suíça             | Saibro     | Pablo Andújar     | Jamie Murray John Peers           | 3–6, 4–6          |
| Campeão | 2. | 2 Março 2014   | Brasil Open, São Paulo, Brasil        | Saibro (i) | Philipp Oswald    | Juan Sebastián Cabal Robert Farah | 5–7, 6–4, [15–13] |
| Vice    | 5. | 13 Julho 2014  | Stuttgart Open, Stuttgart, Alemanha   | Saibro     | Philipp Oswald    | Mateusz Kowalczyk Artem Sitak     | 6-2, 1-6, [7-10]  |